# کدوی تخم‌سیاه
کدوی تخم‌سیاه (نام علمی: Cucurbita ficifolia) نام یک گونه از سرده کدو است.